# 浒墅关镇
浒墅关镇，简称浒关，是江苏省苏州市高新区虎丘区所辖的一个镇，位于苏州市中心西北10千米，距离无锡市中心也只有20千米。2000年，浒墅关镇人口为52379人。2004年，浒墅关镇面积40平方千米，人口47148人。

## 行政区划
2003年，浒墅关镇下辖9个居委会和13个村。 
- 居委会：龙华、和祥、严广、北津新村、北津、上青、南津、中津、浒香
- 村：保卫、保丰、牌楼、下山、吴公、横锦、莲香、杨安、永安、九图、青灯、真山、香桥

## 历史
相传浒墅关旧称为虎疁，唐朝时改为浒疁，五代时改为浒墅。
1429年（明宣德四年），户部在此设立钞关，为全国七大钞关之一，因而发展成“吴中第一大镇”，被誉为“江南要冲地、吴中活码头”。
相傳乾隆下江南经过浒墅关时，将镇名误念作“许墅关”，从此镇名中的“浒”字被念作“许”。實際上這是從古音演變至現代發音的結果，與乾隆皇帝無關。
1949年，浒墅关镇曾为吴县县政府所在地。1988年浒墅关镇由吴县划归苏州市郊区（虎丘区）管辖。

## 交通
京沪铁路、沪宁城际铁路、沪宁高速公路、312国道、京杭大运河等交通大动脉均穿越浒墅关镇镇区，境内设有浒墅关站和苏州新区站；镇区的市内公交有302、303、306、311、316、319、321、323、326、328、34、36、441、443、529、85、858路等。
地铁：
3号线，于2019年12月25日开通，由苏州新区火车站开往昆山花桥站。
6号线，于2024年6月29日开通，有苏州新区火车站开往桑田岛站。

## 经济文化
在浒墅关镇设有中国唯一的蚕桑专科学校——苏州蚕桑专科学校（创办于1912年，1990年代末改为苏州大学西校区）和浒关蚕种场（建于1926年），苏州大学西校区现已撤销。